# 소르베라강
소르베라강(Sorberacea)은 피낭동물아문에 속하는 저생(底生) 동물군이다. 외면적으로는 멍게를 닮았지만 갑각류처럼 무척추동물을 잡아 먹는다. 크기는 0.3~6cm 정도이다. 전통적으로 피낭동물아문에 속하는 강 분류군으로 분류하고, 단일목 소르베라목의 소르베라과에 속하는 4개 속 올리고트리마속(Oligotrema)과 소르베라속(Sorbera), 가스테라스키디아속(Gasterascidia), 헥사닥틸루스속(Hexadactylus)을 포함했다. 현재는 해초강 가죽빛멍게과에 통합하여 분류한다.

## 하위 분류
- 소르베라강 (Sorberacea) Monniot C., Monniot F. & Gaill, 1975
  - 소르베라목 (Aspiraculata) Seeliger, 1909
    - 소르베라과 또는 헥사닥틸루스과 (Hexacrobylidae) Seeliger, 1906